# Mantua (Virgínia)
Mantua és una concentració de població designada pel cens dels Estats Units a l'estat de Virgínia. Segons el cens del 2000 tenia 7.485 habitants.

## Demografia
Segons el cens del 2000, Mantua tenia 7.485 habitants, 2.627 habitatges, i 1.938 famílies. La densitat de població era de 1.194,2 habitants per km².
Dels 2.627 habitatges en un 35,9% hi vivien nens de menys de 18 anys, en un 64,7% hi vivien parelles casades, en un 6,4% dones solteres, i en un 26,2% no eren unitats familiars. En el 21,7% dels habitatges hi vivien persones soles el 13,7% de les quals corresponia a persones de 65 anys o més que vivien soles. El nombre mitjà de persones vivint en cada habitatge era de 2,7 i el nombre mitjà de persones que vivien en cada família era de 3,15.
Per edats la població es repartia de la següent manera: un 24,5% tenia menys de 18 anys, un 5,5% entre 18 i 24, un 22,2% entre 25 i 44, un 27,9% de 45 a 60 i un 19,8% 65 anys o més.
L'edat mediana era de 44 anys. Per cada 100 dones de 18 o més anys hi havia 86,7 homes.
La renda mediana per habitatge era de 88.367 $ i la renda mediana per família de 103.277 $. Els homes tenien una renda mediana de 70.899 $ mentre que les dones 45.184 $. La renda per capita de la població era de 37.672 $. Entorn del 2,3% de les famílies i el 3,5% de la població estaven per davall del llindar de pobresa.

## Poblacions més properes
El següent diagrama mostra les poblacions més properes.